# اچ‌دی ۷۵۲۸۹
اچ‌دی ۷۵۲۸۹ یک ستاره است که در صورت فلکی بادبان قرار دارد.